# Nebun întru Cristos

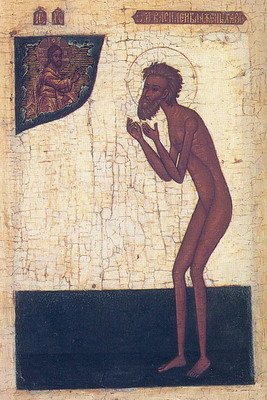
Vasile cel Binecuvântat

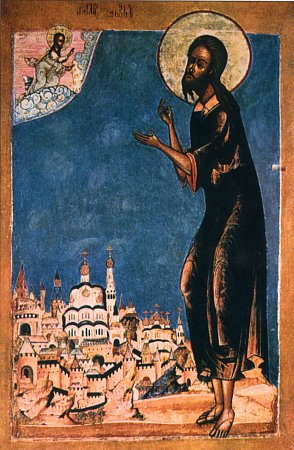
Alexie, omul lui Dumnezeu

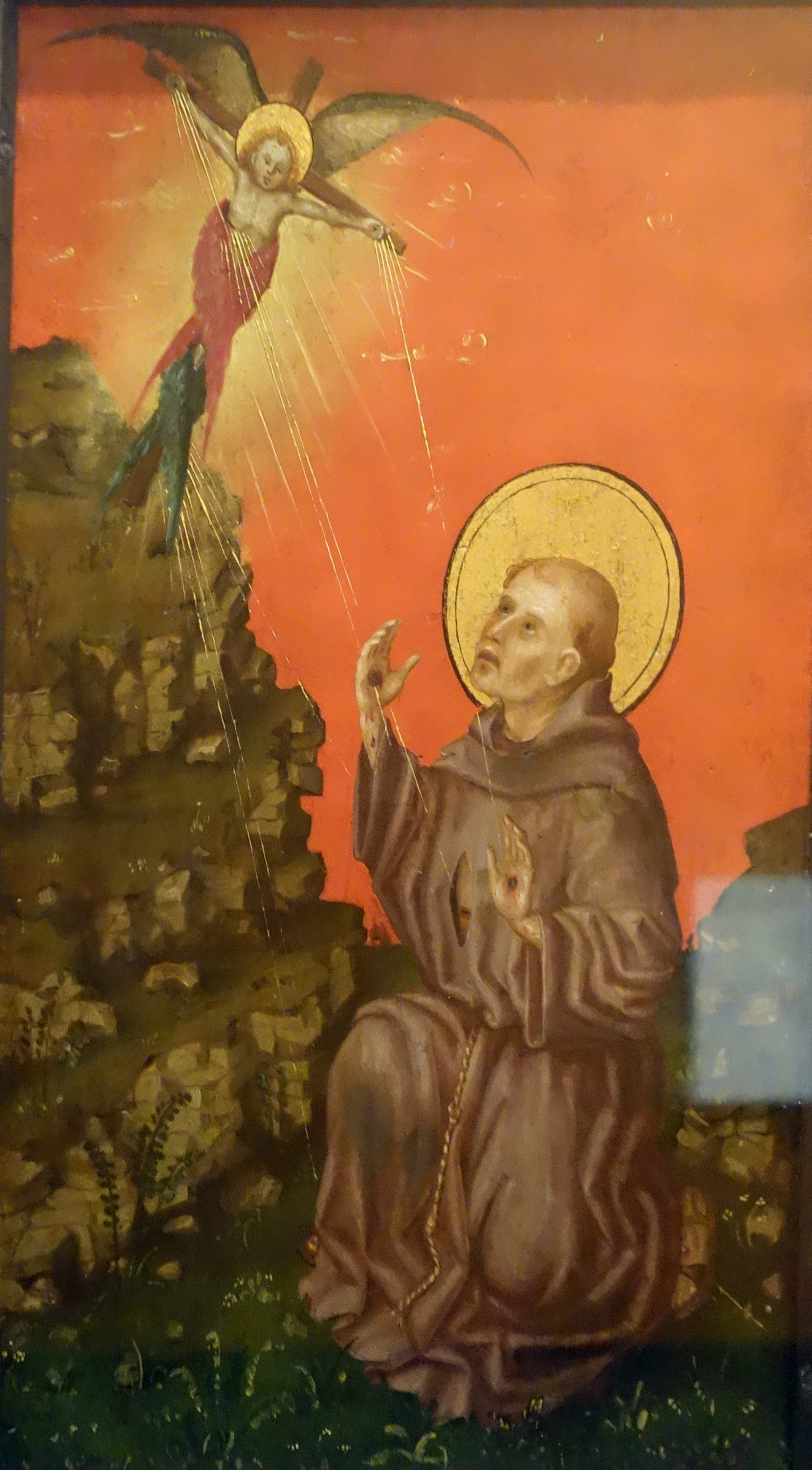
Francisc de Assisi

Nebunul întru Cristos este un tip de ascet creștin, caracterizat printr-un comportament radical anume: acesta simulează uneori nebunia pentru a încerca să reziste la ceea ce în optica anumitor creștin-ortodocși reprezintă tentațiile lumești, sau pentru a-și putea permite să emită profeții și să critice dintr-o perspectivă morală - precum profeții biblici făceau - mai-marii zilei, fie ei persoane importante din ierarhia politică și aristocratică a țării lor, fie persoane importante din ierarhia bisericească a propriei lui credințe; nebunul întru Hristos mai poate fi și o persoană cu dizabilități intelectuale și/sau fizice care prezintă în opinia celorlalți, prin simplitatea și pioșenia lui, niște virtuți de ordin spiritual.
Din acele comportamente reținute de istorie ca făcând parte din această tradiție religioasă extremă a nebuniei întru Hristos face parte, de exemplu, manifestarea acelui călugăr ortodox de la Muntele Athos care cândva păștea iarbă, sau elementele de biografie a sfântului Vasile cel Binecuvântat, care din adolescență chiar umbla dezbrăcat, zvârlea cu pietre în biserici, a orbit un grup de fete care rîdeau de el și a asasinat un hoț care pusese la cale să-i fure haina de blană. Nebunul întru Hristos putea fi și un sărac cu duhul, un individ tarat intelectual, sau un handicapat fizic, cum a fost cazul cu un pitic surdo-mut și retardat mintal care considerat nebun întru Hristos fiind, a fost luat de soț de către o aristocrată rusă pe la începutul secolului al XX-lea.  Fenomenul "nebuniei întru Hristos" este considerat de unii autori occidentali drept o bună ilustrare a abisului în care a decăzut Rusia înainte de 1917, sub influența anti-intelectualismului tipic tradiției ortodoxe, și al înăbușirii disidenței politice de către autocrația țaristă.

## Nebuni întru Cristos ruși
Iurodivîi (nebuni-întru-Hristos ruși) cunoscuți sunt țarul Feodor I Ivanovici, fiul retardat intelectual al mai-celebrului Ivan cel Groaznic (Ivan al IV-lea Vasilievici) , și, în opinia istoriografiei ruse din perioada țaristă tardivă, tot un iurodivîi a fost chiar și "Parfenie Nebunul-Întru-Hristos", așa cum prefera să fie cunoscut în ultimii lui ani de viață funestul țar Ivan cel Groaznic. Unii cercetătorii în studii slave consideră că nebunul întru Hristos rus are mai multe în comun cu șamanii (preoții religiilor tribale din Siberia), decât cu acei saloi ai Bizanțului.
Un alt nebun întru Hristos notoriu a fost Sfântul Vasile cel Binecuvântat.

## Nebuni întru Cristos bizantini
Unul dintre primii creștini recunoscuți de contemporanii lor drept nebuni întru Hristos (salos) a fost Sfântul Simeon din Emesa, un ermit bizantin care părăsește la un moment dat pustiul, pentru a se expune vieții citadine, despre care hagiografii scriu că era recunoscut atât pentru minuni, cât și pentru gesturile lui extrem de provocatoare.

## Nebuni întru Cristos catolici
Cel mai cunoscut exemplu din Biserica Catolică este Sfântul Francisc din Assisi, precum și cei care vor fi inspirați din exemplul său: Sf. Angela de Foligno (secolul al XIII-lea) sau Sf. Benedict Iosif Labre (secolul al XVIII-lea). Să-i menționăm și pe sf. Romuald din Ravenna (secolele X-XI) și servitorul lui Dumnezeu, fratele Ienupăr (sec. XIII), ucenicul sfântului Francisc. Sintagma latinească "sancta simplicitas" desemnează o nebunie beatifică, aproape de nebunia în Cristos, dar pasivă. 

## Vechiul Testament
Unii profeți ai Vechiului Testament care au manifestat elemente de comportament ciudat sunt considerați, de unii cărturari  , predecesorii "nebunilor lui Cristos". Proorocul Isaia umbla pe drum gol-pușcă și desculț 3 ani, prezicând un exil egiptean apropiat (Isaia XX:2-3). Proorocul Ezechiel s-a așezat lângă o stâncă, fapt ce-a simbolizat Ierusalimul asediat. Cu toate că Cel Preaînalt i-a cerut să mănânce pâine coaptă pe reziduuri umane, la final i-a cerut să folosească bălegar de vacă, pentru a coace pâine (Ezechiel IV:9-15). Osea s-a însurat cu o prostituată, pentru a simboliza lipsa de fidelitate a lui Israel înaintea lui Dumnezeu (Osea III).
Potrivit părerii unora din cărturari, acești prooroci n-au fost socotiți proști de contemporanii lor, fiindcă îndeplineau sarcini diferite de ale altora pentru a atrage atenția tuturor și pentru a le stârni căința. 

## Noul Testament
Potrivit gândirii creștine, "nebunia" include respingerea dârză a grijilor lumești și imitarea lui Cristos, Care a îndurat ridiculizarea și umilințele venite din partea gloatelor. Semnificația spirituală a "nebuniei", în primele veacuri ale creștinismului, a fost foarte strânsă cu neacceptarea regulilor sociale cotidiene ale minciunii, brutalității și dorinței de putere și de câștiguri. 
Sf. Antonie cel Mare a zis: Vin zilele când oamenii se vor comporta ca niște țicniți; și dacă văd pe careva care nu se comportă astfel, se vor răscula împotriva lui, spunând: "Ești nebun !", deoarece nu e ca ei. 

### Sf. Paul, apostolul
Temeiul biblic pentru această abordare a vieții îl găsim în:
- I Corinteni I:18, 21: "Căci cuvântul Crucii, pentru cei ce pier, este nebunie; iar pentru noi, cei ce ne mântuim, este puterea lui Dumnezeu. (...) Căci de vreme ce întru înțelepciunea lui Dumnezeu lumea n-a cunoscut prin înțelepciune pe Dumnezeu, a binevoit Dumnezeu să mântuiască pe cei ce cred prin nebunia propovăduirii."
- I Corinteni III:19: Căci înțelepciunea lumii acesteia este nebunie înaintea lui Dumnezeu, pentru că scris este: "El prinde pe cei înțelepți în viclenia lor".
- I Corinteni IV:10: "Noi suntem nebuni pentru Cristos; voi însă înțelepți întru Cristos. Noi suntem slabi; voi însă sunteți tari. Voi sunteți întru slavă, iar noi suntem întru necinste !"

## Legături externe
- en Holy Fools for Christ
- en St. Andrew, Fool-for-Christ-sake